# バットモービル (バンド)

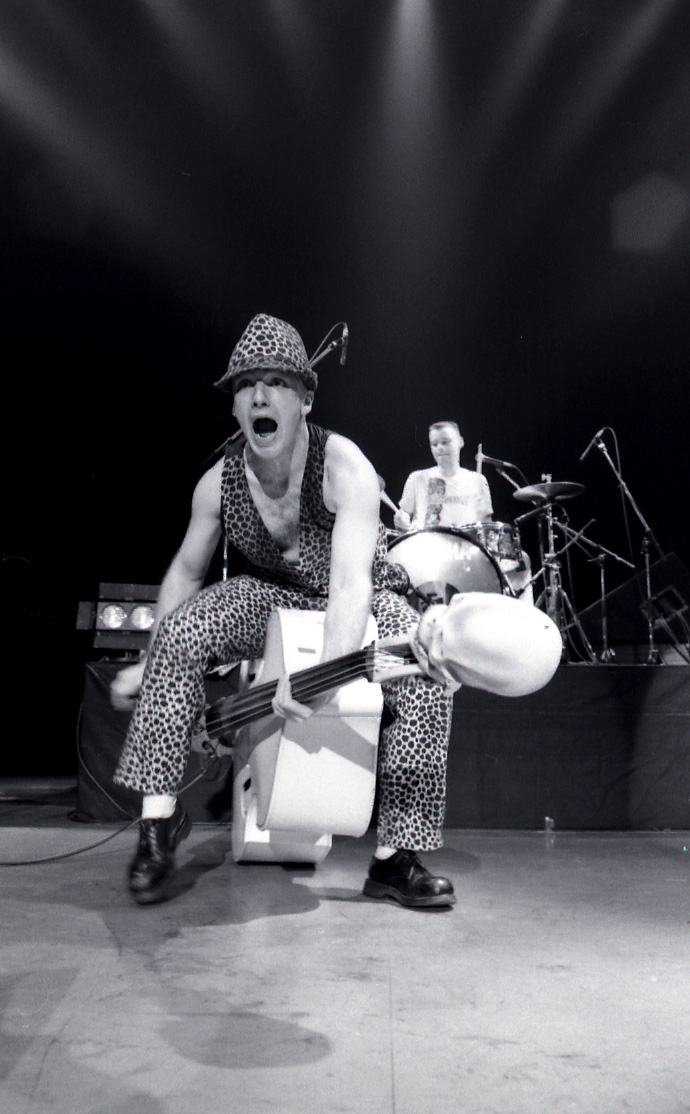
バットモービル（日本でのライブ）

バットモービル（Batmobile）は、1986年にオランダのロッテルダム、ブレダで結成されたサイコビリー・バンド。

## 概要
ジェローン・ハーマーズ（Jeroen Haamers、ギター、リード・ボーカル）、エリック・ハーマーズ（Eric Haamers、ダブルベース）、ジョニー・ザイドホフ（Johnny Zuidhof、ドラム、ボーカル）の3人による趣味バンドとして結成され、バンド名はバットマンの愛車「バットモービル」から命名された。
最初はエルヴィス・プレスリーやジョニー・バーネットといったロカビリーのカバー・バンドとして活動していたが、田舎のバーなどでのライブではウケが悪かった。注目を集めるため、それらロカビリーの曲を超高速のパンク・ロック・スタイルにアレンジしたところ、常連客たちにウケたため、ライブ・イベントを開催するようになる。後にオリジナル楽曲の制作を開始し、1985年に「Rockhouse / Kix4U」よりファースト・アルバム『バットモービル』をリリース。その後も音源を多数発表し、世界各国でのツアー決行などの幅広い活躍により世界的に知られるサイコビリー・バンドとなる。オランダ以外での最初のライブとしては1986年にロンドンのKlub Footで行われ、ディメンテッド・アー・ゴーやトーメントと共演。同年、「Rockhouse / Kix4U」の給料未払いにより、訴訟問題となる。バンド側が勝訴し、ザイドホフとサウンドエンジニアのエディーは「Count Orlok Record」を設立。
1987年に初のフル・アルバム『バンブーランド』をリリースし、スイス、西ドイツ、イギリス、オーストリアをツアーした。
1993年に活動休止、1995年に日本ツアーのために復活したが、2000年に再度休止。
ジェローン・ハーマーズは「Triple Dynamite」というエルヴィス・プレスリーのカバー・バンドもやっている。

## ディスコグラフィ

### アルバム
- 『バットモービル』 - Batmobile (1985年、Kix4U/Rockhouse)
- 『バンブーランド』 - Bambooland (1987年、Count Orlok)
- 『ベリード・アライヴ!』 - Buried Alive (1988年、Count Orlok)
- 『バイル・セット・アット$6,000,000』 - Bail Was Set at $6,000,000 (1988年、Nervous) ※旧邦題『監獄ロカビリー』
- 『アマゾンズ・フロム・アウター・スペース』 - Amazons From Outer Space (1989年、Count Orlok)
- 『バットモービル・イズ・ダイナマイト』 - Is Dynamite (1990年、Count Orlok)
- 『セックス・スターヴド』 - Sex Starved (1991年、Count Orlok)
- Hard Hammer Hits (1992年、Count Orlok)
- 『ブラスト・フロム・ザ・パスト〜ザ・ワースト・アンド・ザ・ベスト』 - Blast From The Past (1993年、Count Orlok)
- Welcome to the Planet Cheese (1998年、Count Orlok)
- 『CROSS CONTAMINATION』 - Cross Contamination (2008年、Suburban/People Like You) ※スプリット盤 with ピーター・パン・スピードロック
- Wow! (2011年、Hands & Arms) ※4曲入りEP
- Brand New Blisters (2017年、Butler)

### ライブ・アルバム
- 『ライブ・アット・ザ・クラブフット1986』 - Batmobile live at the KlubFoot 1986 (2008年、Anagram/Cherry Red)

### 参加コンピレーション・アルバム
- Psycho attack over Europe 1 & 2 (1986/1987年、Rockhouse)
- Stomping at the Klubfoot 3 & 4 (1987年、Link)
- A Fistful of pussies (1988年)
- Rock 'n Horreur (1989年)
- AMP-Magazine vol 5 Psychobilly (2006年)
- Go Cat Go; A Psychobilly Tribute to The Stray Cats (2006年)
- God Save the King; A Psychobilly Tribute to Elvis (2007年)